# Квак Дон Йон
Квак Дон Йон (кор. 곽동연) — південнокорейський актор та музикант.

## Біографія
Квак Дон Йон народився 19 березня 1997 року в південнокорейському місті Теджон. Свою акторську кар'єру він розпочав ще у підлітковому віці зігравши другорядну роль в популярному серіалі вихідного дня «Мій чоловік має сім'ю», вдало зіграна роль в якому принесла йому першу акторську нагороду. У 2013 році він отримав ролі в двох історичних серіалах; в «Чан Ок Чон: Життя в коханні» — Дон Йон зіграв роль молодого принця, а в «Натхненне покоління» — головного героя в молодому віці. У наступному році він зіграв одну з головних ролей в романтично-комедійному серіалі «Сучасний фермер». Підвищенню популярності актора сприяла одна з головних ролей в популярному історичному серіалі «Кохання у місячному сяйві» 2016 року, в якому він зіграв роль вправного мечника та відданого друга принця. У тому ж році він дебютував на великому екрані, зігравши в психологічному трилері «Погана поведінка». У 2018 році Дон Йон знімався в популярному романтично-комедійному серіалі «Краса Каннама».
У 2021 році на телеканалі tvN відбудеться прем'єра нового серіалу одну з ролей в якому виконує Дон Йон.

## Фільмографія

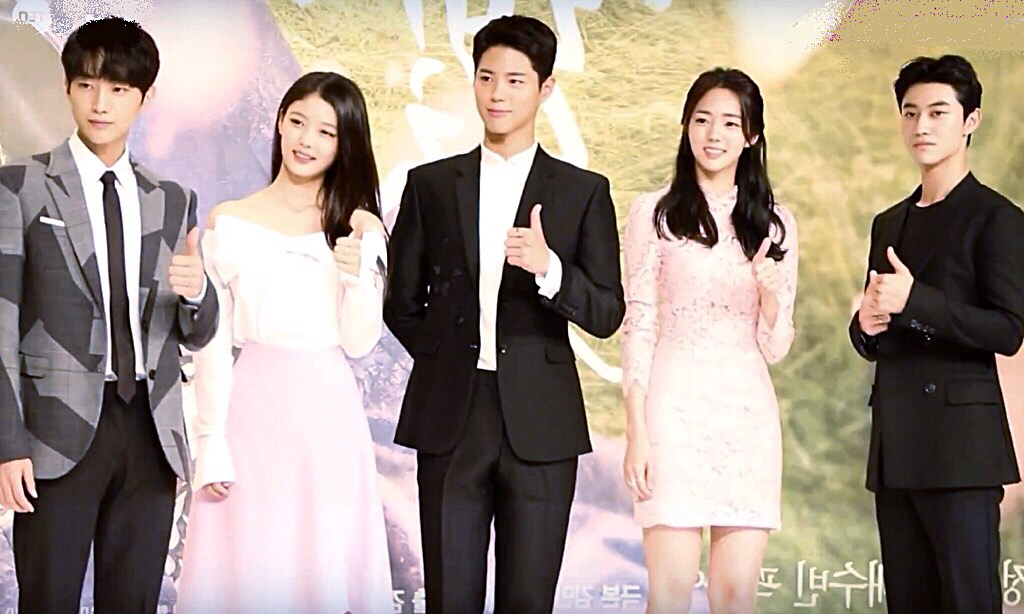
Квак Дон Йон (перший зправа) разом з колегами по серіалу «Кохання у місячному сяйві»

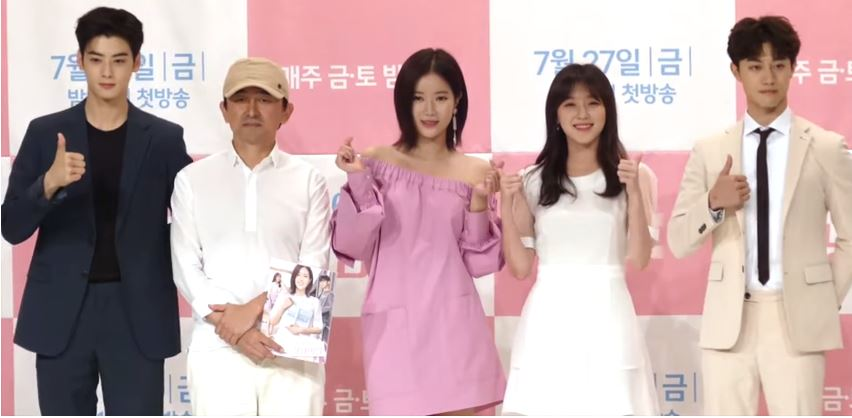
Квак Дон Йон (перший зправа) разом з колегами по серіалу «Краса Каннама»

### Телевізійні серіали
| Рік       | Назва                                            | Роль                           | Мережа |
| --------- | ------------------------------------------------ | ------------------------------ | ------ |
| 2012      | «Мій чоловік має сім'ю»                          | Пан Чан Гун                    | KBS2   |
| 2013      | «Чан Ок Чон: Життя в коханні»                    | юний принц Дон Пьон            | SBS    |
| 2013      | «Проблеми підліткового віку»                     | Чхве Чон У                     | KBS2   |
| 2014      | «Натхненне покоління»                            | юний Сін Чон Тхе               | KBS2   |
| 2014      | «Студентка середньої школи А» (спеціальна драма) | Лі Хе Чжун                     | KBS2   |
| 2014      | «Сучасний фермер»                                | Хан Кі Чжун                    | SBS    |
| 2015      | «Чудова політика»                                | Ї Ю Ріп                        | MBC    |
| 2015      | «Авічі» (спеціальна драма)                       | Чі Сон У                       | KBS2   |
| 2016      | «Поверніться, Містер»                            | молодий Хан Гі Тек             | SBS    |
| 2016      | «Шайба!»                                         | Хван Кьон Піль                 | SBS    |
| 2016      | «Щуролов»                                        | Чон Ін                         | tvN    |
| 2016      | «Майстер помсти»                                 | Лі Йон Чжу                     | KBS2   |
| 2016      | «Кохання в місячному сяйві»                      | Кім Бьон Йон                   | KBS2   |
| 2017      | «Боротьба за свій шлях»                          | Кім Му Кі (камео)              | KBS2   |
| 2017      | «Возз'єднані світи»                              | Сон Хе Чхоль                   | SBS    |
| 2017      | «Повільно» (спеціальна драма)                    | Лі Чі Вон                      | KBS2   |
| 2018      | «Радіо «Романтика»»                              | Джейсон                        | KBS2   |
| 2018      | «Краса Каннама»                                  | Йон У Йон                      | JTBC   |
| 2018-2019 | «Мій дивний герой»                               | О Се Хо                        | SBS    |
| 2019      | «Лікар-детектив»                                 | Чан Ха Ран (камео)             | SBS    |
| 2019-2020 | «Ніколи двічі»                                   | На Хе Чжун                     | MBC    |
| 2020      | «Нормально бути ненормальним»                    | Квон Гі До (камео)             | tvN    |
| 2021      | «Вінченцо»                                       | Чан Хан Со                     | tvN    |
| 2021      | «Наше улюблене літо»                             | Ну А (камео, 4, 6 та 15 серії) | SBS    |
| 2022      | «Жахливий» (вебсеріал)                           | Квак Йон Чжу                   | TVING  |
| 2022      | «Базікало»                                       | Джеррі                         | MBC    |
| 2022      | «Гаус електронікс»                               | Лі Сон Сік                     | ENA    |
| 2024      | «Королева сліз»                                  |                                | tvN    |

### Фільми
| Рік  | Назва                 | Роль          |
| ---- | --------------------- | ------------- |
| 2016 | «Погана поведінка»    | Ю Чон Кі      |
| 2017 | «Людина волі»         | Чхве Юн Сок   |
| 2018 | «Революціонер Хьонбу» | Шеддон        |
| 2019 | «Бесболістка»         | Лі Чон Хо     |
| 2022 | «6/45»                | Кім Ман Чхоль |

## Нагороди
| Рік  | Нагорода                                 | Категорія                                              | Робота                                               | Результат | Прим. |
| ---- | ---------------------------------------- | ------------------------------------------------------ | ---------------------------------------------------- | --------- | ----- |
| 2012 | 5-та Премія корейської драми             | Кращий молодий актор                                   | «Мій чоловік має сім'ю»                              | Перемога  | [ 5 ] |
| 2012 | 26-та Премія KBS драма                   | Кращий молодий актор                                   | «Мій чоловік має сім'ю»                              | Номінація |       |
| 2014 | 16-й Сеульський молодіжний кінофестиваль | Кращий молодий актор                                   | «Натхненне покоління»                                | Номінація |       |
| 2014 | 28-ма Премія KBS драма                   | Кращий молодий актор                                   | «Натхненне покоління», «Студентка середньої школи А» | Перемога  | [ 6 ] |
| 2016 | 30-та Премія KBS драма                   | Кращий новий актор                                     | «Кохання в місячному сяйві»                          | Номінація |       |
| 2017 | 10-та Премія корейської драми            | Кращий новий актор                                     | «Кохання в місячному сяйві»                          | Номінація | [ 7 ] |
| 2017 | 31-ша Премія KBS драма                   | Кращий актор одноактної / спеціальної / короткої драми | «Повільно»                                           | Номінація |       |
| 2018 | Премія Перший бренд Кореї                | Акторська премія                                       | Н/Д                                                  | Перемога  | [ 8 ] |
| 2019 | 38-ма Премія MBC драма                   | Нагорода за майстерність (актор серіалу вихідного дня) | «Ніколи двічі»                                       | Номінація |       |
| 2019 | 27-ма Премія SBS драма                   | Нагорода за майстерність (актор мінісеріалу)           | «Мій дивний герой»                                   | Номінація |       |
| 2020 | 7-ма Премія «Зірок МААТР»                | Нагорода за майстерність (актор серіалу)               | «Ніколи двічі»                                       | Номінація | [ 9 ] |